# Charles Toussaint Frédéric Demeufve
Charles Toussaint Frédéric Demeufve est un homme politique français né le 14 juillet 1791 à Barbuise et mort le 23 juillet 1874 à Paris.

## Biographie
Charles Toussaint Frédéric Demeufve est le fils de Toussaint Demeufve et de Marie-Anne Demeufve, il est l'époux de Constance Touaillon.
Après avoir été reçu licencié en droit à Paris en 1812, il rentra dans la magistrature et fut nommé juge à Provins, puis conseiller à la cour royale.
Il devient maire de Nogent-sur-Seine, ainsi que de Bois-le-Roi (1854-1870, 1871-1874).
Il est élu député de l'Aube le 5 juillet 1831 et alla s'assoir à la Chambre des députés parmi les conservateurs. Il obtenu sa réélection le 21 juin 1834, le 4 novembre 1837, le 2 mars 1839, le 9 juillet 1842 et le 1er août 1846.
Membre du conseil général de l'Aube, il en est président de 1841 à 1845.
Il est inhumé au cimetière Montmartre, 7e division, avec son gendre Edmond Rodier, ses filles, Adélaïde Demeufve et Céline Demeufve, sa petite-fille Marie-Anne Rodier et son époux Marie-Pierre-Louis-Charles, vicomte de Noüe, et son petit-fils Georges Rodier.

## Pour approfondir